# آلن بودیکوسوما
آلن بودیکوسوما (انگلیسی: Alan Budikusuma؛ زادهٔ ۲۹ مارس ۱۹۶۸) بدمینتون‌باز اهل اندونزی است.